# Elco Brinkman
Leendert Cornelis Brinkman, detto Elco (Dirksland, 5 febbraio 1948), è un politico e funzionario olandese, ministro del benessere, della salute e della cultura nei governi Lubbers I e II. Esponente dell'Appello Cristiano Democratico, è stato suo leader per alcuni mesi nel 1994.

## Biografia
Laureato in scienze sociali presso la Vrije Universiteit di Amsterdam. Nella prima metà degli anni '70 ha lavorato nella sua università di origine e nell'amministrazione della conurbazione di Randstad. Nel 1973 è diventato un membro dell'Appello Cristiano Democratico. A partire dal 1975 è funzionario presso il Ministero dell'interno. Dal 1979 al 1980 è stato vicesegretario generale, e poi fino al 1982 direttore generale di questo ministero.

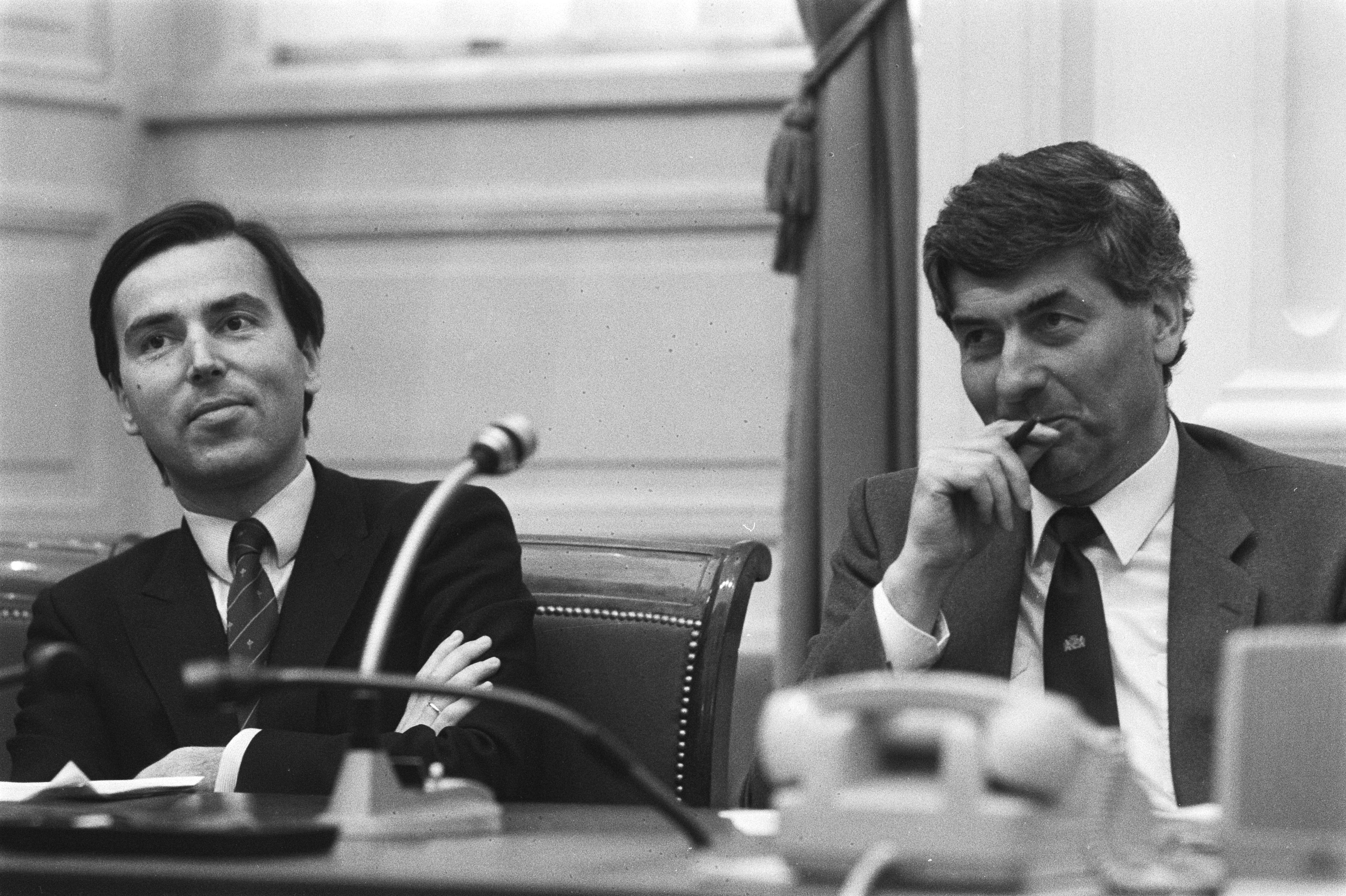
Elco Brinkman e Ruud Lubbers nel 1984.

Nel novembre 1982 è stato nominato Ministro del benessere, della salute e della cultura nel governo di Ruud Lubbers. Ha ricoperto questo incarico fino a novembre 1989. Nel 1986, 1989 e 1994 è stato eletto alla Tweede Kamer, la camera bassa degli Stati generali. Negli anni 1989-1994 ha presieduto la fazione dei deputati del CDA. Nel 1994, per diversi mesi, è stato il leader politico del suo partito.
Nel 1995 si ritirò dall'attività politica. È diventato presidente di Bouwend Nederland, un'organizzazione di società del settore delle costruzioni, fino al 2005 operando con il nome di Algemeen Verbond Bouwbedrijf. Ha gestito questa organizzazione fino al 2013. È stato anche presidente del consiglio di amministrazione della cassa pensione per i dipendenti del settore amministrativo e dell'istruzione, nonché del consiglio della biblioteca nazionale.
Nel 2011 ha ripreso l'attività politica. A nome dei cristiano democratici, entra a far parte della Eerste Kamer, assumendo la funzione di capogruppo. Nel 2015, ha mantenuto il mandato di senatore per un altro mandato.